# Junction (Texas)
Junction ist die Bezirkshauptstadt und Sitz der Countyverwaltung (County Seat) des Kimble County im US-Bundesstaat Texas in den Vereinigten Staaten. Das U.S. Census Bureau hat bei der Volkszählung 2020 eine Einwohnerzahl von 2.451 ermittelt.

## Geographie
Die Stadt liegt am U.S. Highway 83, 160 km südöstlich von San Angelo im mittleren Südwesten von Texas und hat eine Gesamtfläche von 5,9 km².

## Geschichte
Der Ort wurde im Frühjahr 1876 gegründet, als Folge der Bildung des Countys im Januar des gleichen Jahres. Benannt wurde er nach seiner Lage am Zusammenfluss der beiden Flüsse North Llano River und South Llano River.

## Demografische Daten
Nach der Volkszählung im Jahr 2000 lebten hier 2.618 Menschen in 1.028 Haushalten und 699 Familien. Die Bevölkerungsdichte betrug 441,4 Einwohner pro km². Ethnisch betrachtet setzte sich die Bevölkerung zusammen aus 86,13 % weißer Bevölkerung, 0,04 % Afroamerikanern, 0,38 % amerikanischen Ureinwohnern, 0,69 % Asiaten, 0,00 % Bewohnern aus dem pazifischen Inselraum und 11,12 % aus anderen ethnischen Gruppen. Etwa 1,64 % waren gemischter Abstammung und 28,99 % der Bevölkerung waren spanischer oder lateinamerikanischer Abstammung.
Von den 1.028 Haushalten hatten 35,4 % Kinder unter 18 Jahre, die im Haushalt lebten. 52,3 % davon waren verheiratete, zusammenlebende Paare. 12,1 % waren allein erziehende Mütter und 32,0 % waren keine Familien. 29,6 % aller Haushalte waren Singlehaushalte und in 16,9 % lebten Menschen, die 65 Jahre oder älter waren. Die Durchschnittshaushaltsgröße betrug 2,50 und die durchschnittliche Größe einer Familie belief sich auf 3,11 Personen.
28,2 % der Bevölkerung waren unter 18 Jahre alt, 7,3 % von 18 bis 24, 24,4 % von 25 bis 44, 22,0 % von 45 bis 64, und 18,1 % die 65 Jahre oder älter waren. Das Durchschnittsalter war 38 Jahre. Auf 100 weibliche Personen aller Altersgruppen kamen 85,9 männliche Personen. Auf 100 Frauen im Alter von 18 Jahren und darüber kamen 82,4 Männer.

Das jährliche Durchschnittseinkommen eines Haushalts betrug 25.833 USD, das Durchschnittseinkommen einer Familie 30.865 USD. Männer hatten ein Durchschnittseinkommen von 24.096 USD gegenüber den Frauen mit 18.750 USD. Das Prokopfeinkommen betrug 14.971 USD. 21,7 % der Bevölkerung und 16,4 % der Familien lebten unterhalb der Armutsgrenze. Davon waren 30,9 % Kinder und Jugendliche unter 18 Jahren und 16,8 % waren 65 oder älter.

## Söhne und Töchter der Stadt
- Ovie Clark Fisher (1903–1994), Politiker, Abgeordneter im US-Repräsentantenhaus
- Tex Hamer (1901–1981), American-Football-Spieler